# Red Special (álbum)
Red Special é um EP do cantor, compositor e guitarrista Brian May, mais conhecido como integrante da banda de rock britânica Queen, lançado em outubro de 1998. O disco, lançado exclusivamente no Japão contém edições especiais de músicas do álbum Another World, lançado no mesmo ano. Também possui gravações ao vivo feitas em Paris.

## Faixas
1. "On My Way Up" (ao vivo em Paris, junho de 98) (Brian May)
2. "Why Don't We Try Again" (May)
3. "Maybe Baby" (Buddy Holly, Norman Petty)
4. "Business (USA Radio Mix)" (May)
5. "Another World" (May)
6. "Only Make Believe" (Conway Twitty, Jack Nance)
7. "Hammer to Fall" (ao vivo em Paris, junho de 98) (May)
8. "Brian Talks (A Tribute to Cozy Powell)"